# Rudolf Bleidorn
Rudolf Bleidorn (* 14. Juni 1864 in Karlsruhe; † 2. März 1937 in Berlin-Schöneberg) war ein deutscher General der Artillerie der Reichswehr.

## Leben

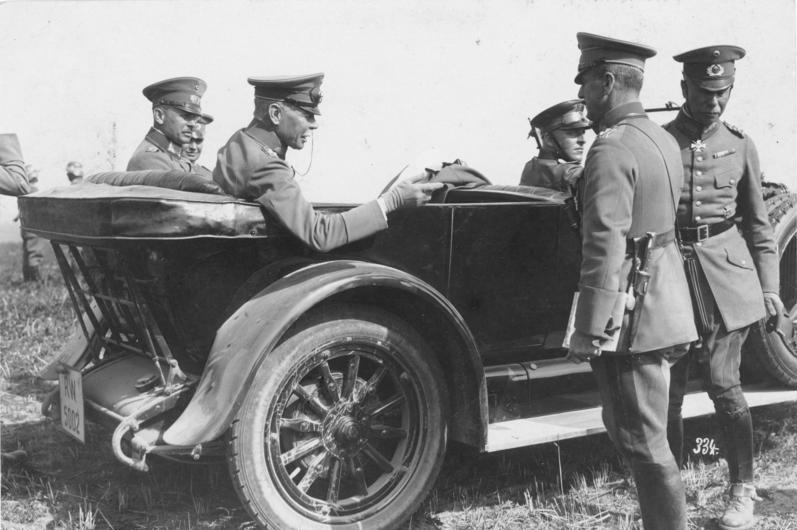
„Gruppenmanöver der 5. und 7. Division in Bayern, Württemberg und Baden 1926, Gen.d.Inf. Reinhardt, Oberbefehlshaber Gruko 2 Kassel (rechts) Gen.d.Art. Bleidorn und Generaloberst von Seeckt, neben ihm Frhr. v. Fritsch“

Bleidorn trat am 14. April 1883 als Sekondeleutnant in das 2. Badische Feldartillerie-Regiment Nr. 30 in Rastatt ein. Vom 1. Oktober 1885 bis 30. September 1887 kommandierte man ihn zur Artillerie- und Ingenieurschule und setzte ihn ab 1. November 1887 als Adjutant der III. Abteilung seines Regiments ein. Ab 1. August 1890 fungierte Bleidorn als Regimentsadjutant und wurde in dieser Funktion am 18. Januar 1891 Premierleutnant. Vom 14. September 1893 bis 16. Juni 1897 versah Bleidorn Dienst als Adjutant der  5. Feldartillerie-Brigade in Frankfurt (Oder). Er übernahm dann als Hauptmann (seit 12. September 1896) eine Batterie im Feldartillerie-Regiment „Generalfeldmarschall Graf Waldersee“ (Schleswigsches) Nr. 9 und war ab 14. September 1900 als Batteriechef im Lehr-Regiment der Feldartillerie-Schießschule in Jüterbog tätig. Es folgte am 27. Januar 1906 die Beförderung zum Major und als solcher kam er am 18. Mai 1907 zum Stab der Schießschule. Man versetzt Bleidorn am 27. Januar 1908 nach Mörchingen, wo er bis 17. November 1911 die II. Abteilung des 4. Lothringischen Feldartillerie-Regiments Nr. 70 kommandierte. Im Anschluss versetzte man ihn wieder an die Feldartillerie-Schießschule und beförderte ihn dort am 1. Oktober 1912 zum Oberstleutnant. Als solcher übernahm der am 20. Mai 1913 das Straßburger Feldartillerie-Regiment Nr. 84.
Mit diesem kam er nach Ausbruch des Ersten Weltkriegs an der Westfront zum Einsatz und wurde hier am 5. September 1914 Oberst. Er gab sein Kommando am 24. Dezember 1914 ab und wurde zu den Offizieren der Armee versetzt. Vom 6. Februar 1915 bis 7. Juni 1916 fungierte er dann wieder als Kommandeur des Feldartillerie-Regiments Nr. 84. Anschließend ernannte man Bleidorn zum Kommandeur der 79. Reserve-Feldartillerie-Brigade und am 18. Februar 1917 zum Artilleriekommandeur Nr. 79. Bleidorn wurde dann ein weiteres Mal zu den Offizieren von der Armee überwiesen und als Artilleriekommandeur der Übungs-Division Valenciennes kommandiert. Am 19. Februar 1918 folgte seine Ernennung zum Artilleriekommandeur Nr. 36, sechs Tage später die Beförderung zum Generalmajor und ab 9. Juni 1918 fungierte Bleidorn als General der Artillerie 10. Dieses Kommando behielt er über das Ende des Krieges hinaus und kehrte dann am 8. Januar 1919 als Kommandeur an die Feldartillerie-Schießschule zurück.
Ab 1. Oktober 1919 setzte man Bleidorn für ein Jahr als Artillerieführer 13 ein und anschließend war er Artillerieführer V. Am 16. Juni 1921 erfolgte seine Ernennung zum Inspekteur der Artillerie und am 1. Juli 1921 die Beförderung zum Generalleutnant sowie am 1. Februar 1927 zum General der Artillerie. Als solcher wurde Bleidorn am 31. Oktober 1927 verabschiedet und in den Ruhestand versetzt.
Von 1934 bis September 2016 trug die nach dem Krieg von der Bundeswehr weitergenutzte Bleidorn-Kaserne in Ulm seinen Namen. Die 1935 errichtete Artilleriekaserne in Gießen war bis 1945 ebenfalls nach ihm benannt (spätere Pendleton Barracks), des Weiteren eine 1936 erbaute Kaserne in Ansbach, die neben der Alten Artillerie-Kaserne 1935/36 errichtete neue Kaserne in Fulda (heute von der Hochschule Fulda genutzt) sowie Kasernen in Soest, Lemgo und Jüterbog. Auch der zentrale (Antrete-)Platz in der Klotzberg-Kaserne in Idar-Oberstein und ein Beobachtungsturm auf dem höchsten Punkt des Truppenübungsplatzes Grafenwöhr sind nach ihm benannt.

## Auszeichnungen
- Eisernes Kreuz (1914) II. und I. Klasse[2]
- Roter Adlerorden II. Klasse mit Schwertern[2]
- Kronenorden II. Klasse mit Schwertern[2]
- Preußisches Dienstauszeichnungskreuz[2]
- Bayerischer Militärverdienstorden II. Klasse mit Schwertern und mit Krone[2]
- Komtur II. Klasse des Albrechts-Ordens mit Schwertern[2]
- Komtur II. Klasse des Ordens vom Zähringer Löwen mit Schwertern[2]
- Hanseatenkreuz Hamburg[2]